# Jacques Mer
Pour l’article ayant un titre homophone, voir Jacques Maire.
Jacques Mer, né le 17 octobre 1927 dans le 16e arrondissement de Paris et mort le 17 juin 2015 à Roubaix, est un historien, diplomate et homme politique français.

## Études
Docteur en sciences économiques ; licencié en droit ; licencié en lettres ; ancien élève de l'École nationale de la France d'outre-mer (1950-1953).

## Activités professionnelles
Conseiller aux affaires administratives (1954-1962 et 1967-1972) ; conseiller des affaires étrangères (1972-1988) ; ambassadeur de France en Islande (1988-1992).

## Activités politiques
Membre du Centre national des républicains sociaux (1955-1962), il est élu député de la 5e circonscription de Paris (7e arrondissement) de novembre 1962 à mars 1967. Battu en mars 1967 comme suppléant de Maurice Couve de Murville dans cette même circonscription, il abandonne alors la vie politique.

## Publications
- L'Islande face aux réformes de seconde génération, in "Nordiques", no 15, hiver 2007-2008 (Choiseul éditeur)
- Les pouvoirs du Président de la République d’Islande : un roi sans couronne, in "Nordiques", no 8, automne 2005 (Choiseul éditeur)
- Portrait de l'Islande, coll. « Les Études de La Documentation française », Paris, 2004
- Islande : quelques changements dans la continuité, in Patrice Buffotot (dir.) : « La défense en Europe », coll. « Les Études de La Documentation française », Paris, 2001
- Islande, in Pascal Perrineau et Dominique Reynie (dir.) : « Dictionnaire du vote », PUF, Paris, 2001
- La Finlande, coll. « Les Études de La Documentation française », Paris, 1999
- Les partis politiques en Islande, in Guy Hermet, Julian Thomas Hottinger et Daniel-Louis Seiler (dir.) : « Les partis politiques en Europe de l’Ouest », Économica, Paris, 1998
- Islande : la diversification des alliances, in Patrice Buffotot (dir.) : « La défense en Europe », coll. « Les Études de La Documentation française », Paris, 1998
- La Norvège. Entre tradition et ouverture, coll. « Les Études de La Documentation française », Paris, 1996
- L'Islande. Une ouverture obligée mais prudente, coll. « Les Études de La Documentation française », Paris, 1994